# دوشكو سافانوفيتش
دوشكو سافانوفيتش (بالصربية: Душко Савановић) مواليد 5 سبتمبر 1983 في زغرب، جمهورية كرواتيا الاشتراكية، جمهورية يوغوسلافيا الاشتراكية الاتحادية، هو لاعب كرة سلة صربي. بدأ مسيرته الاحترافية في سنة 2003. يلعب مع دينامو باسكت ساساري في ليغا باسكيت الدرجة الأولى. يحمل الرقم 20.

## المسيرة الاحترافية
لعب مع إف إم بي في موسم 2005–2006، ثم لعب مع يونيكس قازان من سنة 2006 إلى 2008، ثم لعب مع إشبيلية في الدوري الإسباني من سنة 2008 إلى 2010، ثم لعب مع فالنسيا باسكت في موسم 2010–2011، ثم لعب مع أنادولو إفيس من سنة 2011 إلى 2014، ثم لعب مع بايرن ميونخ لكرة السلة في الدوري الألماني من سنة 2014 إلى 2016، ثم لعب مع دينامو باسكت ساساري في الدوري الإيطالي في سنة 2016.

## إحصائيات المسيرة

### الدوري الأوروبي
| السنة   | الفريق                       | لعب | بدأ | دقيقة | ميداني% | ثلاثية | حرة  | ارتداد | صنع | استلاب | تصدي | نقطة | أداء |
| ------- | ---------------------------- | --- | --- | ----- | ------- | ------ | ---- | ------ | --- | ------ | ---- | ---- | ---- |
| 2010–11 | فالنسيا باسكت                | 21  | 13  | 25.4  | .450    | .365   | .851 | 4.6    | 1.0 | .8     | .4   | 11.9 | 12.0 |
| 2011–12 | نادي أنادولو إفيس لكرة السلة | 16  | 8   | 27.1  | .371    | .345   | .824 | 5.6    | 1.1 | .8     | .4   | 10.0 | 11.8 |
| 2012–13 | نادي أنادولو إفيس لكرة السلة | 29  | 25  | 22.7  | .416    | .320   | .814 | 3.7    | 1.0 | 1.0    | .1   | 9.4  | 9.8  |
| 2013–14 | نادي أنادولو إفيس لكرة السلة | 23  | 19  | 26.1  | .411    | .344   | .694 | 3.7    | 2.2 | .7     | .3   | 10.5 | 10.2 |
| 2014–15 | بايرن ميونخ لكرة السلة       | 10  | 6   | 25.2  | .451    | .462   | .750 | 4.4    | 1.2 | .7     | .2   | 13.1 | 13.2 |
| 2015–16 | بايرن ميونخ لكرة السلة       | 9   | 9   | 24.4  | .411    | .300   | .846 | 5.8    | 1.7 | 1.0    | .2   | 11.2 | 11.2 |
| المسيرة | المسيرة                      | 108 | 80  | 25.0  | .419    | .351   | .790 | 4.4    | 1.4 | .8     | .3   | 10.7 | 11.0 |

## روابط خارجية
- دوشكو سافانوفيتش على موقع الاتحاد الدولي لكرة السلة (الإنجليزية)
- دوشكو سافانوفيتش على موقع الدوري الأوروبي لكرة السلة (الإنجليزية)
- دوشكو سافانوفيتش على موقع الدوري الإسباني لكرة السلة (الإسبانية)
- دوشكو سافانوفيتش على موقع كرة السلة الأوروبية.كوم (الإنجليزية)
- دوشكو سافانوفيتش على موقع ريلجم (الإنجليزية)
- دوشكو سافانوفيتش على موقع بروبوليرز (الإنجليزية)
- دوشكو سافانوفيتش على موقع سبورتس رفرنس (الإنجليزية)